# Franck Lucchesi
Pour les articles homonymes, voir Lucchesi.
Franck Lucchesi est un footballeur français né le 19 septembre 1963 à Avignon dans le quartier de Montfavet.

## Biographie
Ce défenseur débutant à Nîmes Olympique, est recruté par Montpellier HSC en 1986. 
Évoluant au poste d'arrière latéral, il remporte la Coupe de France en 1990. 
Il termine sa carrière dans le club de ses débuts professionnels, le Nîmes Olympique. En juin 1995, en fin de contrat avec Nîmes, il participe à Saint-Brevin au stage de l'UNFP destiné aux joueurs sans contrat.
Il entraîne l'Avignon Football 84 de 2003 à 2005.

## Carrière de joueur
- 1980-1981 : Olympique Avignon
- 1981-1986 : Nîmes Olympique
- 1986-1992 : Montpellier HSC
- 1992-1995 : Nîmes Olympique[4]

## Palmarès
- Champion de France de Division 2 en 1987 avec le Montpellier HSC
- Vainqueur de la Coupe de France en 1990 avec le Montpellier HSC.